# Comando de Base Aérea 11/XII
El Comando de Base Aérea 14/XII (Flug-Hafen-Bereichs-Kommando 14/XII) fue una unidad de la Luftwaffe durante la Segunda Guerra Mundial.

## Historia
Fue formado el 1 de julio de 1939 en Schweinfurt como Comando de Base Aérea Schweinfurt. El 30 de marzo de 1941 es renombrado Comando de Base Aérea 11/XII. Disuelta en febrero de 1943. Reformada en febrero de 1943 en Fürth desde el Comando de Base Aérea 1/XIII. El 15 de junio de 1944 es renombrado Comando de Base Aérea 14/VII.

## Comandantes
- Mayor Curt Estler – (1 de julio de 1939 - ?)
- Mayor Georg Steinsiek – (? – 1 de julio de 1941)
- Coronel Hans Boehmer – (20 de febrero de 1943 - ?)
- Teniente coronel Ing. Dipl. Fritz Kolb – (? – 15 de junio de 1944)

## Servicios
- julio de 1939 – enero de 1941: en Schweinfurt bajo el XIII Comando Administrativo Aéreo.
- enero de 1941 – febrero de 1943: en Schweinfurt bajo el XII Comando Administrativo Aéreo (posiblemente se trasladó a Würzburg en 1942).
- febrero de 1943 – abril de 1944: en Fürth bajo el XII Comando Administrativo Aéreo.
- abril de 1944 – junio de 1944: en Fürth bajo el VII Comando Administrativo Aéreo.

## Orden de Batalla

### Unidades Subordinadas
- Comando de Aeródromo Schweinfurt
- Comando de Aeródromo Gerolzhofen
- Comando de Aeródromo Illesheim
- Comando de Aeródromo Kitzingen
- Comando de Aeródromo Selingenstadt
- Comando de Defensa de Aeródromo A 2/XIII en Wertheim (febrero de 1943 – abril de 1944)
- Comando de Defensa de Aeródromo A 3/XIII en Ratisbona (febrero de 1943 – septiembre de 1943)
- Comando de Defensa de Aeródromo A 5/XIII en Wurzburgo (febrero de 1943 – abril de 1944)
- Comando de Defensa de Aeródromo A 6/XIII en Schweinfurt (febrero de 1943 – abril de 1944)
- Comando de Defensa de Aeródromo A 7/XIII en Fürth (febrero de 1943 – abril de 1944)
- Comando de Defensa de Aeródromo A 8/XIII en Bayreuth-Bindlach (febrero de 1943 – abril de 1944)
- Comando de Defensa de Aeródromo A 9/XIII en Roth (febrero de 1943 – abril de 1944)
- Comando de Defensa de Aeródromo A 10/XIII en Straubing (febrero de 1943 – abril de 1944)
- Comando de Defensa de Aeródromo A 11/XIII en Pocking (febrero de 1943 – abril de 1944)
- Comando de Aeródromo A (o) 12/XII en Illesheim (abril de 1944 – junio de 1944)
- Comando de Aeródromo A (o) 13/XII en Herzogenaurach (abril de 1944 – junio de 1944)
- Comando de Aeródromo A (o) 14/XII en Bayreuth-Bindlach (abril de 1944 – junio de 1944)
- Comando de Aeródromo A (o) 15/XII en Ansbach (abril de 1944 – junio de 1944)
- Comando de Aeródromo A (o) 16/XII en Fürth (abril de 1944 – junio de 1944)
- Comando de Aeródromo A (o) 17/XII en Roth (abril de 1944 – junio de 1944)
- Comando de Aeródromo A (o) 18/XII en Straubing (abril de 1944 – junio de 1944)
- Comando de Aeródromo A (o) 19/XII en Pocking (abril de 1944 – junio de 1944)